# Saxophone sopranino

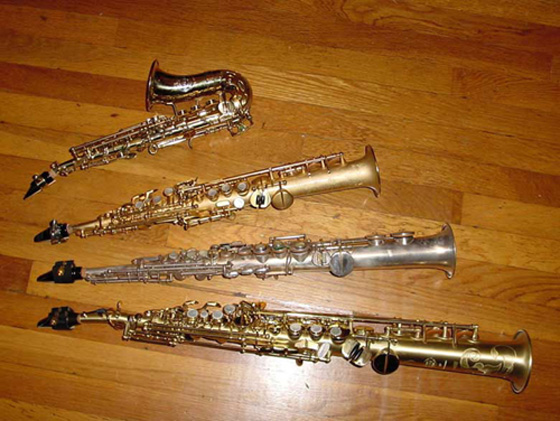
Quatre saxophones de haut en bas : un sopranino courbé, un sopranino droit, un soprano en ut, un soprano en si.

Le saxophone sopranino est un instrument de musique transpositeur de la famille des saxophones (c’était le plus petit et le plus aigu de la famille jusqu’en 2002, année de l’invention du saxophone sopranissimo ou soprillo par l’allemand Benedikt Eppelsheim). Sa tonalité est habituellement en mi{\displaystyle \flat } : il sonne une octave au-dessus du saxophone alto.
Il est assez peu utilisé, si ce n’est en quintette ou autre ensemble de saxophones ; sa mauvaise réputation est liée à sa justesse difficile à obtenir.
Dans le rock, le multi instrumentiste Ian Anderson, du groupe Jethro Tull, joue aussi du saxophone sopranino, sur les albums A Passion Play et War Child.
Ces dernières années, le groupe rock Violent Femmes a intégré le saxophone sopranino dans les performances live du groupe ainsi que dans ses derniers albums. Le saxophoniste Blaise Garza joue un saxophone sopranino courbé dans la chanson "I'm Not Gonna Cry" de Violent Femmes en 2019. 
En dehors de la musique classique et rock, les musiciens de jazz et d'improvisation notables utilisant cet instrument incluent Carla Marciano, James Carter, Anthony Braxton, La Monte Young, Roscoe Mitchell, Christophe Monniot, Joseph Jarman, Paul McCandless, Lol Coxhill, Roger Frampton, Hans Koller, Wolfgang Fuchs, Douglas Ewart, Larry Ochs, Vinny Golia, Thomas Chapin, Martin Archer, Jon Irabagon. 
Le saxophone sopranino est également utilisé dans le Nuclear Whales Saxophone Orchestra composé de six membres, actuellement joué par Kelley Hart Jenkins.
Le sopranino en fa créé par Adolphe Sax (belge) n’est plus utilisé aujourd’hui. La partition du « Boléro » de Ravel mentionne un saxophone sopranino en fa, mais c’est un saxophone soprano qui est généralement utilisé à la place.